# カンニンGOOD
『カンニンGOOD』（カンニングー）は、毛内浩靖（現:百丸）による日本の漫画作品。別冊コロコロコミック（小学館）にて、1995年6月号から2002年12月号まで連載された。単行本は全9巻。全45話。正式タイトルは『究極カンニング漫画 カンニンGOOD』（きゅうきょくカンニングまんが カンニングー）である。本作連載当時の単行本既刊一覧には『カン・ニン・グー』と紹介されることもあった。

## 概要
主人公である小学6年生の少年が、カンニングを用いてテストで100点（満点）を取り続けるピカレスク漫画。その内容は、主人公のカンニングを見破ろうとする教師や団体、国際組織や宇宙人など、多岐にわたる様々な強敵とテストやクイズで戦っていき、カンニングがばれないようにする、あるいはカンニング技で勝ち抜いていくというものが大半を占めている。
人気は高く作中に登場する問題は勉強になる内容も多かったので好評だった。中には作中に出てくるカンニング技を実際にマネしようとする子供も出た。しかし、『月刊コロコロコミック』（小学館）に移籍したり（1995年12月号に一度だけ読切作品として出張掲載された事はある）、アニメ化することは無かった。連載時の扉では毎回「よい子は絶対にマネしないでください」との写植が書かれていた。また、作者自身はカンニング経験がない、と単行本第一巻の「作者のことば」に書かれている。
基本的に一話完結方式。主人公を初めとする小学生の学校生活や、その放課後・休日の日常を描く一方、先述のカンニングを用いてテストに挑む緊張感のあるシリアスな展開で物語が進む。本作のテーマであるカンニングは、ペーパーテストのみならず、体力勝負・試練などといったサスペンス、サバイバル・アクション的な展開にも持ち込まれる。その他、タイムスリップやUFO・宇宙人、別世界が存在する、ホラー・オカルト現象が現実に起こる、などといったSF、ロー・ファンタジー的な要素も時折盛り込まれるマルチジャンル的な作風が特徴。
本作の連載終了から4ヵ月後、同誌にて『豪快野球坊ベスボル』が連載された。

## あらすじ
花丸小学校に通う主人公・小学6年生の少年・満天完人（愛称「カンニン」）は、テストで満点を取り続けている優等生。しかし、その実態はあらゆるカンニングで満点を取り続けていたというもので、「カンニングッズ」と呼ばれるカンニングの道具や、完人の祖父で相棒のマックじい（本名「満天幕金太郎」）の手助けなどを用いてテストやクイズ大会、カンニングを見破ろうとする教師や団体など、様々な猛者たちと戦っていく。完人が思いを寄せるヒロイン・上野の森ゆい、完人の一番弟子を自称して慕うサブ（本名「壱弐野三郎」）、完人の担任教師・金内金暮、完人のライバルを自称する雷場龍、などの人物との関わりも深めていく。

## 登場人物

### 満天家
家族構成は完人、両親、祖父の4人。祖母は故人。関連性は不明だが、作者が後年、「百丸」名義で執筆した『お届け者ウルルン』3巻にて「満天小学校」という名称の学校が登場する。
満天完人（まんてん かんと）
本作の主人公。花丸小学校6年1組。愛称「カンニン」。
テストはほぼオール100点で、成績はもちろんトップクラス。だが、それはあらゆる「カンニング」のお陰である。完人が使用するカンニングの道具は作中ではカンニングッズと呼ばれ、その中でもカンニングの道具としては定番と言える答えが書いてある消しゴムである「ケッシーくん」は最も代表的なものであり、1号、2号、3号・・・と数多くのバリエーションが生み出された(ほとんどは1話限りしか使用されないが、特に1号は完人が作中で初めて使用したカンニングッズであるためか最終回で再登場を果たした)。一方、運動神経は抜群である(ただしなぜかバスケットボールは苦手で自力でのシュートが一本も入らない)。将来の夢や進路は不明だが、カンニングのプロフェッショナルを目指しているらしい（本人もカンニングでは生活していけないことは理解している模様）。また、他者にカンニングがばれた際にカンニングを告げ口しない代わりにこき使われることもある。
なお、自力で勉強している努力家な描写（第1巻など）があり、テスト当日にカンニングなしで自力でほぼ回答を埋めていることから、全てにおいてカンニングのみで満点を取り続けているわけではないようである。ただし作中で何度かカンニングッズを忘れるなどの失態を犯し極端に低い点数を取ったり（抜き打ちテストや事故なども含む）、「dog」=「猫」、「cat」=「犬」と思い込んでいる描写があることから、どちらにしても素の学力は低いようである（最終回で、あることがきっかけで一時的にカンニングをやめた時は全てのテストで0点を取っていた）。また、時の神との対決時には「本気出したら解けない問題なんかない」とも言い張る度胸を持ち合わせている。
小4（本編開始から2年前）の時、偶然にもポケットに入っていた「漢字の書き取り練習用紙の切れ端」を見たのがカンニングを始めたきっかけで、それまでは劣等生だった。ちなみに、普段頭に巻いている「百点満天」のハチマキはゆいの手作り。なお、完人のカンニング技術は祖父や父の血筋であるといえる。
趣味は作中の描写から察するにテレビゲームや外で遊ぶことである様子。愛称の「カンニン」の由来は、入学当時、担任の金内から名前を「まんてん かんにん」と読み間違えられ、クラスメイトにもその名前でからかわれ嫌味になるも、ゆいにその名前が好評だったことから、「カンニン」の愛称で通す事にした。
ちなみに、明らかに普通に勉強して満点を取るより手間がかかるようなカンニング（マックじいとの通信をおこなうためにモールス信号を会得するなど）を行うことがあり、そのことは単行本のカンニングッズの解説でも触れられたことがある。
満天幕金太郎（まんてん まっきんたろう）
完人の祖父。愛称「マックじい」。
完人のためにあらゆるカンニングッズを開発したり、自ら学校に赴いて完人の手助けをしたりする。彼が作ったカンニングッズは身近なものに見えるが、殆どは現代の科学力を遥かに超えており、到底マネしたり再現することができないものがほとんどである。満天家の地下に勝手に作った秘密基地で製作している（その費用は取江から密かに少しずつくすねており、そのことを取江に告げ口しないことを条件に完人のカンニングの手伝いをさせられることになる）。近所に住む「お静さん」に好意を寄せている。ちなみに、幼少期の頃のあだ名は「はなたれまっきん」。彼自身も、この頃からカンニングをしていた。花丸小の校長・花丸々とは顔なじみ。
お静さんから貰った壺を完人に（事故同然に）壊された際、完人に地獄の試練を与えたこともある。
名前の由来はAppleのマッキントッシュから来ている。そのためか最新機器には目がない。
満天豪海（まんてん ごうかい）
完人の父で、金日本プロレス（全日本プロレスのパロディ）所属のプロレスラー。40歳。リングネームは「ラビットマスク」で、リングネーム通りウサギのマスクをつけている。息子の完人や妻の取江には正体を隠している（表向きの職業は不明だが、海外出張していることになっている。その理由はプロレスラーになると言った際、取江に「離婚だね!」と言われたため）。名前の通り豪快な性格で、かなりの駄洒落好きでもある。視力が悪く度付きサングラスか幕金太郎の製作したコンタクトレンズをつけている。完人の幼い頃にカンニングをするなと教え込んでおり、行った場合「おちんちん、ちょん切るぞ」と脅迫している。ちなみに、背中にハサミを隠し持っている。脇役として登場する警察官のサトルとは幼馴染。
実は彼自身も子供のころからカンニングばかりしていた。
満天取江（まんてん とりえ）
完人の母。純粋でおおらかな性格のため素人レベルのマジックに驚いたり、幕金太郎が秘密基地の費用をこっそり拝借していたのにも気づかなかった。子供の頃は優等生だったらしい。
満天才子（まんてん さいこ） / 旧名：宇留才子（うる さいこ）
完人の祖母。既に故人であり、完人が2歳の時に他界した。完人がタイムマシンで過去に行った際に子供の頃の彼女と出会う（夫のマックじいの発明品の副作用でタイムパラドックスが生じたのか、この時、祖母の才子も登場し、完人に芋をご馳走した他、未来に帰るための鍵となる掛け軸を渡した）。この頃から幕金太郎と許婚だったが彼女自身は完人に惚れてしまうが、最終的にはマックじいと結ばれた。

### 花丸小学校
上野の森ゆい（うえののもり ゆい）
本作のヒロイン。花丸小学校6年1組。クラスのアイドルで、成績も優秀。完人が思いを寄せている女子である。カンニングで完人に助けられることも多いが、逆に完人のカンニングを手伝うこともある（しかし、完人がカンニングをやっている事は知らない）。ちなみに料理の腕は非常に悪い。百丸（ひゃくまる）という弟がいる。トラえもんという名の猫を飼っている。
壱弐野三郎（いちにの さぶろう）
花丸小学校3年生。自称「完人の一番弟子」。愛称「サブ」。完人をアニキ呼ばわりしている。成績は悪い。マックじいと共に完人のカンニングを手伝うことが多い。
完人を慕い始めてからは、次の完人の敵となる相手の弱点などの詳細を提供するなど、狂言回し的な役回りが目立つ（第5巻など）。家族は母・三美（さぶみ）が登場している。
登場当初はクールで「世の中すべてが面白くない」と何に対しても冷めていて、完人とゆいが一緒に登校しているところを「イチャイチャすんな」と茶化したり、完人のことを「アホアホカンニング野郎」と馬鹿にしたり、テストで名前および回答も書かず、担任である祭強に説教されても「テストでいい点とっても何にもなんないじゃん」と屁理屈を言う程である。ただし、名無しの答案用紙にサブの指紋がついていると騙されたりするなど、頭は小3と変わらない。上記の文句から、祭強に「漢字テストで100点取れなかったら卒業まで便所掃除をする」という勝負を持ちかけられ、完人の落としたカンニングペーパーを元に、完人にカンニングを手伝うよう脅迫し、完人は相手が祭強であることを理由に快く引き受ける。完人のあらゆる作戦のおかげで99問まで全問正解までたどり着くが、祭強の悪知恵で100問目は理科系の問題だったときに、完人は困難でもサブに答えを教えようとしたが、そのとき絶命寸前だった完人を心配し、100問目の回答を書かず、助けに来たときには血まみれになっていたが、その血は偽物で実際にはマットで助かっていた。このとき完人に「カンニング道の厳しさ」を教わり、結局テストは99点で祭強に負けて卒業まで便所掃除をする破目になるが、「約束だもんね。ついでに職員室の掃除もしようか？」と笑顔で言ったりするなど性格が丸くなり、それ以来完人を「アニキ」と慕うようになる。
豚とん吉（とん とんきち）&珍ちん平（ちん ちんぺい）
花丸小学校6年1組。完人のクラスメイト。登場するときは2人で一緒。よく完人と一緒に遊んでることが多い。とんがり頭がとん吉、眼鏡を掛けた坊主頭がちん平である。
とん吉は人相は悪いが悪人ではない。作中に描写はないが、ちん平は（名前が原因で）以前に「ちんちん」と馬鹿にされて大暴れしたことがあり、それ以来「ちんちん」は禁句になっている、という設定がある。
草井三（くさ いぞう）
花丸小学校6年1組。完人のクラスメイト。常に体臭の描写が目立つ少年。「○○なのねん」が口癖。成績はそれなりにいい方。1巻第4話にて初登場した他、武才久奈子が登場した際にも再登場。その話で、将来は武才と結婚することになり、後日談ではそれが実現している。しかし、風呂に入らないなど不衛生は相変わらず。また、婿養子となっており、「武才井三（ぶさい いぞう）」と改名。
金内金暮（かねない かねくれ）
完人の担任の先生。名前の通りかなりの貧乏で、借金（校長からも10万円の借金をしていたこともある）をするほどの貧困（その要因は不明）。普段着ているスーツもボロボロである。1万円札やその他小銭に弱い(完人のテスト対決の相手に金で買収されることも多く、それが原因で完人が不利な状況に陥ったこともある)。たまに栄養失調などで入院する。クイズ番組で小学校低学年レベルの問題が分からず、「お助けテレフォン」で完人に電話をして答えを聞いたことがあり、本当に教師なのか疑問な点も多い。
親族には母、姉とその息子（甥）が存在する。甥からは「クレちゃん」と呼ばれ慕われている。
作者の「金くれ～」という口癖から生まれたキャラクターであり、当時作者は今年で36歳、貧乏で独身などという共通点があったことから、「愛すべき適当キャラ」と評価している思い入れのあるキャラクターである。
花丸丸（はな まるまる）
花丸小学校校長。趣味はサスペンダー集め、お宝集め（ほとんどガラクタ）。好物はいちご大福。
京東東京（きょうとう とうきょう）
花丸小学校教頭。通称「京東タワー」で、眼鏡をかけた長身の男性。貧乏だった幼少時代、学校の校長になることを夢見て「絶対校長になってやる」という思いで苦学して教頭に上り詰めた苦労人にして努力家。ある日、完人がカンニングしていた弱みを握り、バラさない代わりにこき使って校長室の金庫の中にある弱みを握って花校長を脅迫しようと校長就任を目論むも、花校長に化けたマックじいによって失敗に終わる。その金庫の中身は花校長の好物であるいちご大福だった。後日談では、「（元）教頭」と表記されているが、教師を続けているかは不明であり、未だに校長に就任できず、自身の銅像を10体も作っていた。
祭強（さい つよし）
花丸小野球部監督。サブの担任教師でもある。自称「サイキョウ男」。
完人のことは出会う前から知っていた。野球部員からは本人が完人に名乗るまでずっと「まつり」と読みを間違えられていた（部員は影で彼を「ゴリまつ（ゴリラまつりの略）」（ゴジラ松井にもかけてある、と作中で言及されている）と陰口を叩いていた）。
かつてはプロ野球からスカウトされるほどの実力はあったが、監督と喧嘩してプロ入りを果たせなかった過去を持つ。その後は小学校教員兼野球部監督となり現在に至るが、指導方針が体罰を含めたものであるために、指導者としても元プロ野球選手候補としても品行が疑われる部分が目立っていた。事実、プロ野球選手を目指しているが、祭の被害を被っている部員で完人の親友である「コーちゃん」が、祭と完人の対決時に捕手を務め、祭の3度目の投球時に「ボール」と判断されて「友達関係だからってそれはないだろ！」と抗議するが、逆にコーちゃんに「スポーツマンシップに誓っても嘘はついていません！ボール一個分外れてました！」と誠実に強く反論されて自分の非を認めるなど、品行の悪さだけでなく、自己中心的な部分からくる野球人としての才能の限界が自身の野球に反映されていた。
完人と対決するが敗れ、蹴られた拍子にオカマ化してしまった。その後は自称「花丸のお強」となった。再登場時には、サブの態度に業を煮やしテスト勝負を挑む。後日談では野球部監督を継続しつつ、眼鏡と七三分け、スーツを着用した姿になっていた。

### その他
雷場龍（らいば りゅう）
完人の（自称）ライバル。登場の度に髪型が変わり、同時に完人にもその存在を忘れられ、「誰?」と尋ねられるのがお決まりのパターンである。完人とは対照的に、成績は優秀でスポーツ万能。広末優香の大ファンであり常にブロマイドを所持している（その趣味が仇となり完人との勝負に負けることが多い）。家族構成は母と弟・龍二（りゅうじ）の3人家族。
完人は嫌々ながらも相手をしているが、スパイ組織の入団試験にてバーチャルとはいえ、雷場の家庭事情を聞かされた際に落命寸前の咄嗟に自分の明るい未来よりも彼を助ける方を優先した。ちなみに、バーチャルでの雷場は家族思いの良き長男であったが、現実での雷場は家庭では家事手伝いをしないズボラであった。
勉強博士（べんきょうはかせ)
本作のマスコットキャラクター的存在。マントを着用し、角帽とボリュームのある髭がトレードマーク。
基本的に作中のカンニングッズの解説図にしか登場せず他のキャラクターとの絡みは一切ないが、最終回ではカンニングをやめたことにより成績が急降下し死人のように気力を失った完人の前に突然姿を現し、「満天完人の道」を説き彼を叱咤激励。このことが完人がカンニングを再開するきっかけとなった。その正体について、未来から来た完人本人である描写が、最終回に1コマ描かれてある。
サトル
警察官。脇役キャラとしてよく登場する。髭が特徴。完人の父・豪海とは幼馴染みだったらしく、「サトルちゃん」「豪ちゃん」と呼び合う仲。少年時代は万引きを犯したことがあるらしく、「万引き王のサトルちゃん」と呼ばれていた。
お静さん
マックじいが思いを寄せている老年女性。本名は「阿部静代」。
ザッシュくん
作中時折見かける雑種犬。目がつぶら。

## エピソード
カンニンGOODのエピソードを紹介。カンニンGOODのサブタイトルの数え方は「第○問」で統一されており、カッコ内の氏名はその話に登場して完人に勝負を仕掛けてくる挑戦者となっている（カッコ内にVS.がついていない話は勉強対決ではないストーリーが展開される）。
第1巻収録
第1問　カンニング小僧登場！！　(VS.桂太郎先生)
第2問  超お金持ちとカンニング対決！！　(VS.鬼定ジョー)
第3問　学年1位決定戦！！　(VS.賀理勉)
第4問　授業参観でカンニング！？　(VS.満天豪海)
第5問　小学生テスト甲子園大会！！　(VS.諸越大平原＆ベゴ吉)
第2巻収録
第6問　対決、ニコニコ塾！！　(VS.仏塾彦)
第7問　正義の100点仮面カンニンガーZ見参！！　(VS.極堂&悪堂)
第8問　対決、顔相占い！！　(VS.御代理助人先生)
第9問　対決、テストやぶりの星！！　(VS.宗星一)
第10問　史上最強の敵、現る！？　(VS.マックじい)
第3巻収録
第11問　対決、ブサイくん！！　(VS.武才久奈子)
第12問　対決、花小野球部暴力かんとく！！　(VS.祭　強)
第13問　対決、CIA！！　(VS.椎亜イエス)
第14問　金内先生、恋をする！！　(VS.炎のチャレンジクイズ)
第15問　完人、地球を守る！？　(VS.満天完人？)
おまけマンガ　カンニン誕生
第4巻収録
第16問　対決、教頭先生！！　(VS.京東東京教頭)
第17問　ハナたれまっきんとちゃい子ちゃん！！　(合言葉は……！？)
第18問　対決、猫好き少年！！　(VS.根古月杓志)
第19問　対決、覆面レスラー！！　(VS.ラビットマスク)
第20問　完人、死す！？　(サブとの約束)
おまけマンガ　カンニンG～
第5巻収録
第21問　対決、イカズゴケ！！　(VS.井和後慶子先生)
第22問　R・P・お宝さがし！！　(サブ、死す！？)
第23問　対決、ハナゲリラ！！　(VS.花下里乱先生)
第24問　対決、クルリン王国！！　(VS.九流輪太郎国王)
第25問　対決、ライバル！？　(VS.雷場龍)
おまけマンガ　カンニンドリーム
第6巻収録
第26問　ライバル対決、再び！！　(VS.雷場龍)
第27問　サヨナラ、ゆいちゃん！？　(ゆいちゃんの転校阻止大作戦)
第28問　カンニング小僧、グー坊！！　(VS.岩石岩男先生)
第29問　対決、FBI！！　(VS.二追鍵之進長官)
第30問　ライバル対決、三度！！　(VS.雷場龍)
おまけマンガ　カンニングー坊
第7巻収録
第31問　『特等席』を死守せよ！！　(VS.日影染男)
第32問　完人、プロ野球のマウンドに立つ！！　(VS.ガルティネス)
第33問　社会化歴史年号早当てデスマッチ！！　(VS.丸九砲丸先生)
第34問　マックじい誘拐される！？　(VS.黒黒団)
第35問　完人、マガ玉を拾う！！　(VS.赤花大気学年主任)
おまけマンガ　マガタマックG～
第8巻収録
第36問　裏国家極秘スパイ団入隊テスト！！　(VS.裏国素葉王長官)
第37問　対決、T大先生！！　(VS.家亭教児)
第38問　対決、逆一本足打法！！　(VS.純イチロー)
第39問　時間よ止まれ！！　(VS.時の神)
第40問　対決、完人！？　(VS.カンニンロボ)
おまけマンガ　カンニンロボG～
第9巻収録
第41問　大食いアフロはクイズ王！？　(VS.根津麻世)
第42問　恐怖のストーカー！！　(VS.須東加子)
第43問　ライバル、最後の対決！！　(VS.雷場龍)
第44問　悪の組織、ワルワル団(仮名)！？　(秘密基地・爆破ボタン)
第45問　満天完人の道！！　(VS.勉強博士)
8年間応援ありがとう企画　あのキャラその後